# 亚当·马维什
亚当·马维什（波蘭語：Adam Małysz，1977年12月3日—），波兰男子跳台滑雪运动员。他曾代表波兰参加1998年、2002年、2006年和2010年冬季奥林匹克运动会跳台滑雪比赛，获得三枚银牌和一枚铜牌。